# Kale KCR556
KCR 556 —  это штурмовая винтовка, разработанная для Вооружённых сил Турции компанией KaleKalıp.

## Конструкция
Представляет собой винтовку с газоотводной автоматикой, поворотным затвором и фиксированным газовым блоком. Оснащена необслуживаемой газовой системой, рассчитанной на 10 000 выстрелов, что сводит к минимуму загрязнение и нагрев. Хромированный ствол вывешен, изготовлен методом холодной ковки. Автомат весьма эргономичен благодаря модульным откидным механическим прицельным приспособлениям и пятипозиционному телескопическому регулируемому прикладу.
Длина - 655 мм с разложенным прикладом. Выпускается с тремя вариантами длины ствола: 368 мм, 280 мм и 190 мм. Вес - 2,6 кг без магазина.

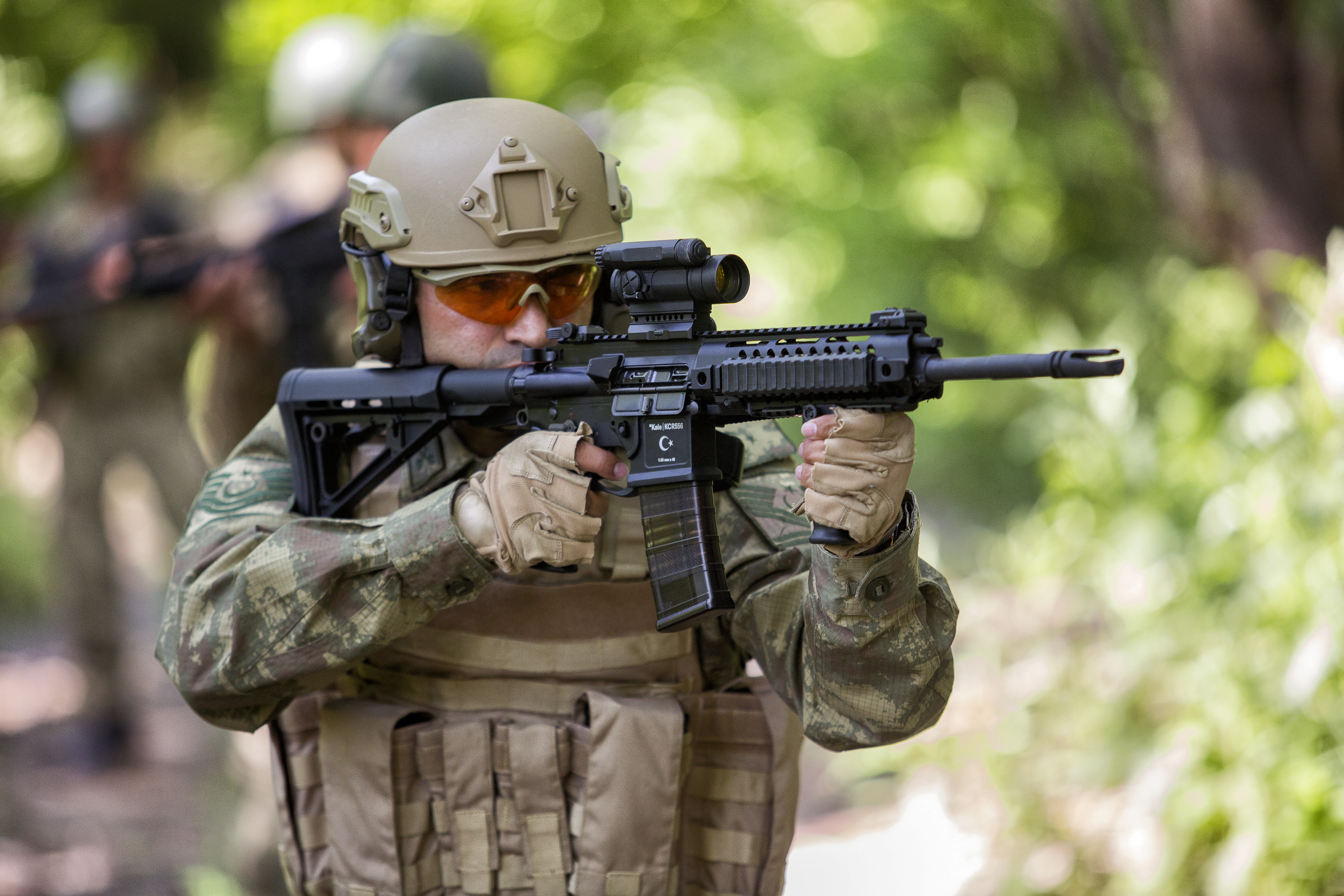
KCR556

## Операторы
- Турция
  - Жандармерия
  - Береговая охрана
  -  Северный Кипр
    - Вооружённые силы Турецкой Республики Северного Кипра
- Катар
- Бразилия
- Ливия